# Dreiband-Europameisterschaft 1978

Logo CEB (ausrichtender Verband)

Veranstaltungsort: Kopenhagen

Die Dreiband-Europameisterschaft 1978 war das 36. Turnier in dieser Disziplin des Karambolagebillards und fand vom 21. bis 26. Februar 1978 in Kopenhagen statt. Es war nach 1964 die zweite Dreiband-EM in Dänemark.

## Geschichte
Das gewohnte Bild der letzten Jahre setzte sich auch in Kopenhagen fort. Trotz einer Niederlage im letzten Spiel gegen seinen Landsmann Ludo Dielis sicherte sich Raymond Ceulemans seinen 16. EM-Titel im Dreiband. Wieder stand der Kampf um die ersten drei Plätze im Vordergrund. Sie waren wichtig, weil sie die Qualifikation für die Dreiband-WM in der amerikanischen Spielermetropole Las Vegas waren. Der starke Däne Peter Thøgersen nutzte den Heimvorteil aus und wiederholte seinen sensationellen Platz zwei von der EM 1972 in Dortmund. Ein hervorragendes Turnier spielte der Franzose Richard Bitalis. Mit neuem französischen Rekord wurde er Vierter. Für den österreichischen Dauermedaillensammler Johann Scherz reichte es diesmal nur für Platz fünf. Der Deutsche Dieter Müller aus Berlin stellte mit 1,875 einen neuen deutschen Rekord im besten Einzeldurchschnitt (BED) auf und erreichte mit Platz sechs seine beste Platzierung im Dreiband auf europäischer Ebene. Wenn auch nur sehr knapp wurde mit 0,949 auch wieder ein neuer Rekord im Turnierdurchschnitt gespielt.

## Modus
Gespielt wurde im System „Jeder gegen Jeden“ bis 60 Punkte mit Nachstoß/Aufnahmegleichheit.

## Abschlusstabelle
| MP    | Match Points (Sieger = 2; Unentschieden = 1; Verlierer = 0) |
| Pkte. | Erzielte Karambolagen                                       |
| Aufn. | Benötigte Versuche                                          |
| GD    | Generaldurchschnitt                                         |
| BED   | Bester Einzeldurchschnitt eines Spielers                    |
| HS    | Höchstserie                                                 |
|       | Bester GD des Turniers                                      |
|       | Bester ED des Turniers                                      |
|       | Beste HS des Turniers                                       |
|       | 1. Platz (Gold)                                             |
|       | 2. Platz (Silber)                                           |
|       | 3. Platz (Bronze)                                           |

| Endklassement              | Endklassement          | Endklassement | Endklassement | Endklassement | Endklassement | Endklassement | Endklassement |
| Platz                      | Name                   | MP            | Pkte.         | Aufn.         | GD            | BED           | HS            |
| -------------------------- | ---------------------- | ------------- | ------------- | ------------- | ------------- | ------------- | ------------- |
| 1                          | Raymond Ceulemans      | 20:2          | 651           | 441           | 1,476         | 1,935         | 10            |
| 2                          | Peter Thøgersen        | 16:6          | 603           | 563           | 1,071         | 1,463         | 10            |
| 3                          | Ludo Dielis            | 16:6          | 609           | 574           | 1,060         | 1,500         | 7             |
| 4                          | Richard Bitalis        | 14:8          | 610           | 525           | 1,161         | 1,666         | 10            |
| 5                          | Johann Scherz          | 14:8          | 626           | 584           | 1,071         | 1,764         | 11            |
| 6                          | Dieter Müller          | 13:9          | 612           | 635           | 0,963         | 1,875         | 10            |
| 7                          | Christ van der Smissen | 12:10         | 565           | 588           | 0,964         | 1,621         | 11            |
| 8                          | Antonio Oddo           | 7:15          | 549           | 669           | 0,820         | 0,937         | 8             |
| 9                          | Mats Noren             | 6:16          | 561           | 664           | 0,844         | 1,333         | 8             |
| 10                         | John Søgaard           | 6:16          | 488           | 743           | 0,656         | 0,833         | 8             |
| 11                         | Antonio Morais Vinagre | 5:17          | 501           | 652           | 0,768         | 1,090         | 8             |
| 12                         | Avelino Rico           | 3:19          | 548           | 656           | 0,835         | 0,983         | 7             |
| Turnierdurchschnitt: 0,949 |                        |               |               |               |               |               |               |